# Sufrimiento fetal agudo
El sufrimiento fetal agudo (SFA), o distrés fetal,  es un término que se usa en obstetricia para referirse a un estado que altera la fisiología fetal antes o durante el parto, de tal modo que es probable su muerte o la aparición de lesiones permanentes en un período relativamente breve. En general, el SFA es causada por un déficit de oxígeno secundario principalmente a insuficiencia en la circulación útero-placentaria, compresión del cordón umbilical y complicaciones fetales como la sepsis o las hemorragias.

## Patogenia
Cuando disminuye el aporte de oxígeno en los tejidos fetales, disminuye el metabolismo de glucosa necesario para la energía celular. Si la hipoxia perdura o se agrava, la célula deja de ser capaz de mantener los requerimientos básicos y la célula muere. Para aprovechar al máximo el poco oxígeno disponible, el feto responde redirigiendo la circulación a los órganos vitales como el corazón y el cerebro. El empeoramiento de la hipoxia intestinal causa un aumento de la motilidad y consecuente liberación de meconio al líquido amniótico, uno de los signos indirectos de hipoxia fetal. La degradación anaeróbica de la glucosa causa un exceso de base seguido de una acidosis.
Durante las contracciones uterinas, el aporte circulatorio del espacio intervelloso disminuye y por ello desciende el aporte de oxígeno. Cuando las contracciones se vuelven duraderas y frecuentes, aparece la hipoxemia que conlleva a alteraciones de la frecuencia cardíaca fetal.

## Cuadro clínico
Los signos y síntomas de sufrimiento fetal incluyen: 
- Disminución del movimiento fetal sentido por la madre.
- La aparición de meconio en el líquido amniótico.[3]
- Signos cardiotocográficos
- Un aumento o disminución de la frecuencia cardíaca fetal (taquicardia o bradicardia), especialmente durante y después de una contracción uterina.Teniendo en cuenta que la FCF no baje de 100 porminuto.[3]
- disminución de la variabilidad de la frecuencia cardíaca fetal.
- Señales bioquímicas, evaluadas por la toma de una pequeña muestra de sangre del bebé a través del cuello uterino abierto en el trabajo de parto.
- Acidosis fetal
- Niveles elevados de lactato en sangre fetal, que indica que el bebé tiene una acidosis láctica.

Algunos de estos signos son más fiables y representativos de un franco sufrimiento que otros. Por ejemplo, la cardiotocografía puede dar alta tasas de falsos positivos, incluso en una interpretación de gran experiencia del personal médico. La acidosis es un predictor fiable, pero no siempre está disponible. Un método muy eficaz para la evaluación de peligro sería utilizar la frecuencia cardíaca fetal como un primer indicador de peligro, que se confirma con un método más fiable para el diagnóstico antes de que el tratamiento radical se lleve a cabo.

## Diagnóstico
El diagnóstico del SFA es de presunción clínica con la sospecha de hipoxia, fundamentado en una alteración a nivel de la monitorización electrónica de la frecuencia cardíaca fetal (FCF) y certeza neonatológica se realiza mediante el nacimiento de un niño con elementos de asfixia perinatal.